# Soufflenheim
Soufflenheim är en kommun i departementet Bas-Rhin i regionen Grand Est (tidigare regionen Alsace) i nordöstra Frankrike. Kommunen ligger i kantonen Bischwiller som tillhör arrondissementet Haguenau. År 2022 hade Soufflenheim 4 775 invånare.

## Befolkningsutveckling
Antalet invånare i kommunen Soufflenheim
| Referens: INSEE |